# Bernardino Álvarez Melcón
Bernardino Álvarez Melcón (Rosales, 31 de agosto de 1903-Paracuellos de Jarama, 28 de noviembre de 1936)  fue un sacerdote agustino español, doctor en derecho canónico y civil, superior del Monasterio de San Lorenzo de El Escorial.  Fue fusilado en Paracuellos de Jarama y beatificado el 28 de octubre de 2007 en Roma por Benedicto XVI. Su fiesta se celebra el día 6 de noviembre.

## Biografía
El padre Bernardino Álvarez nació en Rosales (León) en el año 1903. Entre 1916 y 1919 estudió latín y humanidades en la preceptoría de Vegarienza; hizo estudios de filosofía  en el monasterio de Uclés y el noviciado en el Real Monasterio de El Escorial. Profesó los votos temporales en 1920 y los votos perpetuos (entonces llamados "solemnes") en 1924. En 1925 fue enviado a Roma para estudiar Teología y Derecho canónico. En Roma fue ordenado sacerdote en la Basílica de San Pedro del Vaticano en 1927. Tras terminar los estudios de teología en 1928 inició los de Derecho Canónico en el Instituto Apolinar y se doctoró en Derecho Canónico y Civil con la calificación  magna cum laude en 1930.
Regresó a España en 1930, como profesor de Dogmática y Derecho Canónico en El Escorial, donde fue nombrado superior el 1 de marzo de 1935. En paralelo a su labor de enseñanza publicó algunos artículos sobre derecho
canónico en las revistas de la orden.  El 11 de julio de 1936, fue nombrado secretario de la Provincia
Matritense de la Orden de San Agustín. Lo detuvieron con toda su
comunidad el 6 de agosto de 1936. Fue fusilado en Paracuellos de Jarama el 28 de noviembre de 1936.